# Глават (Мљет)
Глават је мало ненасељено острво у хрватском делу Јадранског мора.
Глават се налази у Националном парку Мљет западно од рта Глават пред севером обали острва Мљета. Од истоименог рта удаљен је 0,6 км. Површина острва износи 0,081 км². Дужина обалске линије је 1,49 км.. Највиша тачка на острву је висока 46 м.